# WRGB
WRGB（チャンネル6）は、アメリカ・ニューヨーク州スケネクタディに認可されたテレビ局で、CBS系列局として州都地区を放送エリアとしている。The CW系列局のWCWN（チャンネル45、スケネクタディにもライセンス供与）と共にシンクレア・ブロードキャスト・グループが所有している。どちらの放送局も、ニューヨーク州ニスカユナのボールタウン・ロード（郵便住所はスケネクタディ）にあるスタジオを共有しているが、WRGBの送信所は、ニューセーラムの西にあるヘルダーバーグ・エスカープメントにある。
世界で最初のテレビ局の1つとして知られている。1928年初めに実験的に放送を開始し、同年後半に最初の毎日の番組が放送された。その後、第二次世界大戦が終結する前に、民間放送の運用を許可された数少ないテレビ局の1つとなった。
1970年代半ばにテレビシェフのアート「ミスター・フード」ギンズバーグのカメラでのキャリアを開始し、1990年代半ばにWRGBのニュース番組で『30ミニット・ミールズ』のコーナーを立ち上げたレイチェル・レイのことである。

## 歴史

### W2XCW
世界で最初のテレビ局の1つであるWRGBは、1928年1月13日に設立された実験放送局にそのルーツをたどり、サウス・スケネクタディのゼネラル・エレクトリックの施設からコールレター「W2XCW」で放送された。姉妹ラジオ局に因んで「WGYテレビジョン（WGY Television）」として広く知られていた（ただし、バッファローの現在の放送局WBENの前身であるWMAKも局の一部を管理していたが、局が署名した直後に放棄された）。W2XCWは、2.1～2.2 MHz（ビデオ）で30 kW、92メートル（約3.258 MHz）（オーディオ）で、非常に限られたスケジュールで運用された。毎秒20フレームのレートで解像度の24の垂直線を送信した。

### W2XAF
W2XCWコールサインは1932年頃に姿を消した。1930年までに、GEは短波で音声伝送を開始し、これらの送信機の1つであるW2XAFは、1930年代まで続けられたさらなるテレビ実験のために、営業時間外に使用を開始された。その10年間の終わりに向かって、ゼネラル・エレクトリックは、RCAによって作成された完全電子テレビ標準を採用するために、他の実験放送局と協力した。

### W2XB
1938年、ゼネラル・エレクトリックは独立したテレビ局を建設して運営する計画を発表し、FCCライセンスを申請した。コールサイン「W2XB」が付与され、1939年に放映された。6 MHz幅のチャンネルを使用してVHF帯域に移行し、解像度が向上した（343回線から441回線、525回線へと徐々に増加した）。1940年、ニューヨーク市のW2XBS（WNBCの前身）と番組を共有し始め、山頂から直接ニューヨークの同局を受信して信号を再放送し、NBC最初のテレビ系列局になった。その後、ニューヨークへの接続は同軸ケーブルを介して実現され、最終的には衛星によって実現された。NBCとの提携は42年間続いた。

### WRGB

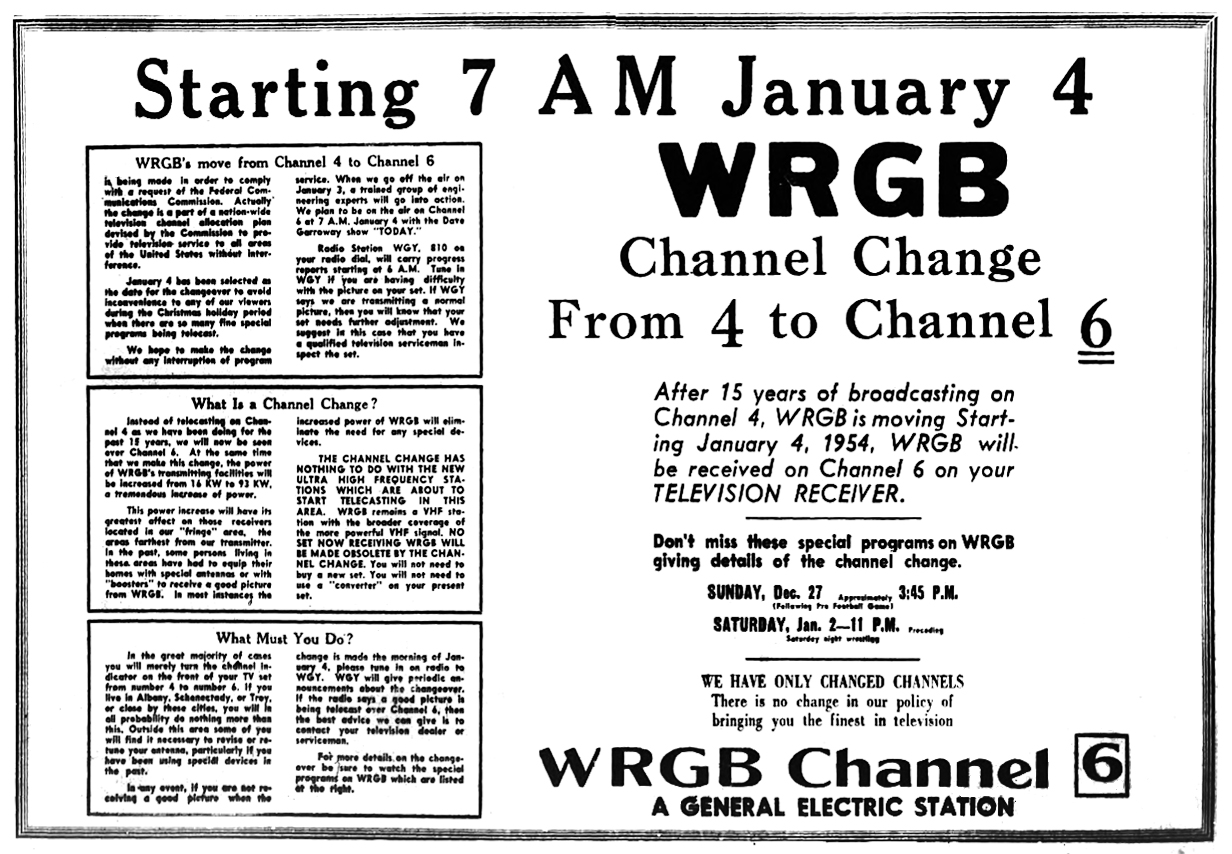
1954年1月4日からVHFダイヤルのチャンネル6に移動することを視聴者に警告する1953 年後半のプロモーション

1942年、ゼネラル・エレクトリックは実験放送を終了し、商用番組を開始することを選択した。コールサイン「WGY-TV」が利用可能であった間に、同社は先駆的な電気技術者であるウォルター・ランサム・ゲイル・ベイカーに敬意を表して、「WRGB」へのコールレターの変更を申請し、受け取った。スケネクタディのワシントン・アベニューにある最先端のスタジオに移動した。これは、テレビ専用に設計された国内初の建物だった。
1948年に、WRGBは運用中の他の3つのネットワーク（CBS、ABC、デュモン）と二次的な提携を結んだ。発表当時、週28時間しか放送していなかった。1954年1月4日、WNBC-TV（当時はWRCA-TVとして知られていた）とボストンのWBZ-TVからの干渉を軽減するために、チャンネル4からチャンネル6に変更し、放射電力を約4倍の93,000ワットに増加させた。WCDA（チャンネル41、現：チャンネル10のWTEN）とWTRI（チャンネル35、現：チャンネル13のWNYT）がそれぞれABCとCBSの所属を獲得した時に、その二次所属を取り下げた。1939年から1957年まで、スタジオはスケネクタディのダウンタウンのワシントン・アベニューにあった。1957年、WRGBは、ニスカユナとスケネクタディの間の線上にあるボールタウン ロードにある現在のスタジオに移転しました。 古いスタジオは現在、ニューヨーク州立大学スケネクタディ・カウンティ・コミュニティ・カレッジが使用している。
1949年11月21日から、地元で最も長く放送されている子供向けテレビ番組『フライホーファーのブレッドタイム・ストーリーズ（Freihofer's Breadtime Stories）』が放送された。テレビ史上最も長く放送されている『アンサーズ・プリーズ（Answers Please）』というクイズ番組と、『TVトーナメント・タイム（TV Tournament Time）』というボウリング番組の計2つのローカル番組を制作した。1980年代後半までに両方が終了された後、WRGBのローカル番組は、ローカルホームショッピング番組から、トップ40形式のラジオ局WFLY及び（後に）WKKFで行われる毎週のビデオカウントダウンに至るまで、変動的で不規則だった。
1979年、ゼネラル・エレクトリックとコックス・ブロードキャスティングの合併が提案されている間に、WRGBをグループ・シックス・ブロードキャスティングに売却することをほぼ申請するところだったが、グループ・シックスは、局のゼネラル・マネージャー兼副社長のジェームズ・J・デルモニコが率い、2,400 万ドルを支払いったが、連邦通信委員会の承認が得られなかったため、この取引は失敗に終わったようである。
1981年9月28日、所属をWASTと交換し（切り替えの日に現在のWNYTになる）、CBSの所属となった。WASTは4年前にCBSに所属したばかりだったが、WRGBとWTENに次ぐ3位に固執していた。このような状況下で、WASTとの提携契約が切れた時、CBSは長い間優勢だったWRGBと提携するチャンスに飛びついた。この切り替えにより、州都地区でCBSと提携する3番目の放送局となり、新たに改名されたWNYTがNBCとの提携を引き継いだ。同ネットワークは、1954年から1955年までWNYTの前身であるWTRIで放映され、1955年から1977年までWCDA（現：WTEN）に移動した。
1983年4月、ゼネラル・エレクトリックの55年間の所有権は、WRGBを、フォーストマン・リトルと、元CBS社長で後にトゥモロー・エンターテイメント（Tomorrow Entertainment）の社長であったジョン・D・バック（John D. Backe）が所有していたユニバーサル・コミュニケーションズ・コーポレーション（Universal Communications Corporation）に売却した時に終わった（GEは、1985年後半に当時NBCの親会社で、WRGBがかつて提携していたRCAを買収し、テレビ事業に再び参入することになった）。1986年3月にフリーダム・コミュニケーションズに売却された。1987年に、ゴールデン・マイク賞ブロードキャスティング・パイオニア部門（Broadcast Pioneers Golden Mike Award）を受賞し、その後まもなくロナルド・レーガンから大統領賞を受賞した。数十年にわたって「TV 6」または「Channel 6」として知られていた後、2004年10月にオンエア名を「CBS 6」に変更し、ニュース運用は『CBS 6 News』になった。それ以来、チャンネル6は、合法的な識別とその時間と温度のバグを除いて、オンエアでコールレターを使用したことは殆どない。ニューヨーク州ロングレイクや他のいくつかのアディロンダック地域ケーブルシステム、さらにはバーモント州ラトランドのComcast Xfinityケーブルまでケーブルで伝送される。
2003年9月、WRGB-DT（UHFチャンネル39）は、オールバニ地域で開局された最初のフルマーケットデジタル信号となった。2007年12月頃、WRGBとWCWNは、州都地区で高解像度の時間遅延と再放送機能、及び高解像度のローカル放送にアップグレードした最初のテレビ局になった。これにより、シンジケート番組を高解像度で放送できた。プロビデンス・エクイティ・パートナーズは、地元のFOX系列局WXXA（チャンネル23）の所有者であるニューポート・テレビジョン（旧：クリア・チャンネル・コミュニケーションズ（Clear Channel Communications）のテレビ部門）の支配権を所有している。その結果、FCCは2007年11月下旬にニューポートによるクリア・チャンネル・コミュニケーションズの買収を条件付きで承認したが、これには、契約が確定次第、プロビデンス・エクイティ・パートナーズが計画していたフリーダム・コミュニケーションズの16%の株式を別の会社（プロビデンス・エクイティ・パートナーズが2007年初めにスペイン語放送局のユニビジョンの少数株を購入した時に必要）に売却するという条件が付いた。フリーダムは2009年9月に連邦倒産法第11章を申請し、2010年4月に浮上した。
フリーダムは2011年11月2日、テレビから撤退し、WRGBを含む放送局をシンクレア・ブロードキャスト・グループに売却すると発表した。グループ契約は2012年4月2日に終了し、その後シンクレアは会社がWRGBとWCWNの両方を保持できる権利放棄を取得した。2016年、オハイオ州コロンバスの姉妹局WSYXのロゴに似たロゴを採用し、ABCのロゴをCBSの目のものに置き換えた。

### FMオーディオ
以前のアナログテレビ信号は、ビデオ信号を受信できる地域（及び受信できない地域) で87.75FMで聞くことができるFMオーディオキャリアを使用していた。同じことが、北アメリカの全てのアナログチャンネル6テレビ局にも当てはまった。ただし、このアナログFMキャリアは、2009年6月12日のデジタルへの変換後、フルパワー放送局用には存在しなくなったが、アナログの低電力放送局用にはまだ存在する（例についてはパルス87を参照のこと）。
WRGBがチャンネル6に戻った時、標準的な放送カーラジオ受信機との互換性を維持するために垂直偏波を使用して、デジタルテレビ割り当ての一方の端でアナログFMラジオ送信機を操作することを要求する、型にはまらないアプローチを提案した。このアイデアは、2008年にWNYZ-LPによって提案された。WRGBのサイトによると、「FCCが87.7での運用継続を許可してくれることを願っている。チャンネル6のDTV信号と同時に動作できる、87.7用の独自の送信機を構築している。テレビ送信は常に水平アンテナを使用する。当社の新しい87.7送信機は垂直偏波である。87.7の垂直偏波を使用すると、カーラジオまたはホイップ型アンテナを備えたその他のFMラジオでオーディオを受信できる」としている。
WRGBは、このようなソリューションを提案する唯一のフルパワー放送局である。ニューヨーク州では、アナログでもデジタルでも、チャンネル6を使用しているフルパワーのテレビ放送局は他にない。フィラデルフィアのWPVI-TVは、最も近いフルパワーチャンネル6で、この技術に関心を示しているが、権利の問題を懸念している。
FCCからFMオーディオシステムのテストを許可するための実験的な特別な一時的な許可を取得したが、デジタルテレビ信号にRF干渉を引き起こすことが判明したため、運用を中止しなければならなかった。
2009年7月7日、FCCの明示的な許可なしに、87.9 FMの周波数でのラジオ同時放送放送を再開した。それから2ヶ月もたたない同年8月24日、FCCはWRGBに87.9送信機をオフにするよう命令した。現在、FCCによって87.9の使用が許可されている2つの放送局は、カリフォルニア州マウンテンビューにある高校の放送局であるKSFHだけで、K200AAは、ネバダ州サンバレーにあるCSNインターナショナルのリピーターである。ウィスコンシン州ミルウォーキーにあるもう1つの元アナログチャンネル6であるWITIは、クリア・チャンネル・コミュニケーションズ（現：iHeartMedia）とのコンテンツ契約を介してラジオオーディオを復元し、同局のオーディオをWMIL-FMのHDラジオサブチャンネルに配置し、WRGBはこの会場をサービスの復元と見なす可能性があった。

### パワーブーストと提案された中継局
前述のように、2009年6月12日、デジタルのみの放送局になった。WRGBは、デジタル移行のUHFチャンネル39を空け、デジタル運用をVHF低チャンネル6の以前のアナログチャンネル割り当てに移動した。デジタル移行後、州都地区の一部の視聴者はWRGB信号の受信に問題があった。同年7月に11.5 kWの出力レベルでフィラデルフィアのWPVI-TV及びコネチカット州ニューヘイブンのWEDYとの干渉協定を結び、2010年1月下旬にFCCはWRGBが現在の30.2 kWレベルで再び出力を上げるためのSTAを許可した。2009年6月に、現在のレベルで恒久的に運用するための申請が提出された。その申請は2011年3月16日に許可された。
また、3つのデジタル代替中継局の申請を提出して、放送範囲が失われた領域の一部を埋め、全て建設許可が与えられた。1つはUHFチャンネル39で放送局の移行前のデジタル割り当てのスケネクタディに、もう1つはUHFチャンネル24でキングストンに、最後の1つはUHFチャンネル19でピッツフィールドにある。キングストンの中継局は2011年5月に運用を開始した。
WCWNを購入すると、シンクレアはWRGBのメイン信号のサイマル放送をWCWN-DT3に縮小720p形式で追加し、州都圏の中心部にあるメインのWRGBのVHF信号にアクセスできない視聴者がWRGB番組の受信にWCWNのUHF信号を利用できるようになった。

### WNYAとWCWNの関与
2003年4月、WRGBは、同年9月に開局する数ヶ月前に、この地域の駆け出しのUPN系列局のWNYAと共同販売契約を結んだ。契約に基づき、WRGBはWNYAの広告販売を処理し、シンジケート番組を同局と共有した。当初は2006年8月末に失効する予定だったこの契約は、2008年末まで延長されたが、2007年2月に終了した。2006年9月5日以来、WNYAはこの地域のマイネットワークTV系列局になっている。
2006年6月19日、フリーダム・コミュニケーションズは現在のThe CW系列局のWCWNをトリビューン・ブロードキャスティングから1,700万ドルで購入すると発表した。州都地区には、法的に複占を許可するのに十分なフルパワーの放送局がないため、フリーダムは、WCWNを取得するために「failed station（失敗した放送局）」の権利放棄を申請した。権利放棄は同年11月22日に認められ、購入は12月6日に完了し、州都圏市場に最初の複占をもたらした。WNYAとのJSAが終了するまで、市場で3つの放送局を管理していた（2013年に、ライバルのNBC系列局WNYTの所有者であるハバード・ブロードキャスティングがWNYAを買収した際、WNYAは「失敗した放送局」の権利放棄を通じても買収された）。
毎年恒例の『ジェリー・ルイス・MDAテレソン』の過去の放映中に、WNYAはWRGBのローカル・ネットワークラインナップの放映を担当した。この役割は後にWCWNに移され、全米オープン・テニス・チャンピオンシップのCBSの報道も放映された。これは、テレソンが2011年のレイバー・デーの前夜に6時間に大幅に短縮されたため、同年にジェリー・ルイスがテレソンホスト及び筋ジストロフィー協会（MDA）議長を引退したことから、もはや必要なかった。2013年からWTENはテレソンを放送し、再び2時間に短縮し、2014年版の後に終了したイベントの残り2年間、シンジケーションからABCに移動したため、タイトルを『MDAショー・オブ・ストレングス』に改題した。

## 番組

### シンジケート番組
WRGBのシンジケート番組には、『ドクター・フィル』、『ファミリー・フュード』、『エレンの部屋』などがある。

## ニュース運用
最初の半世紀の殆どの放送で、WRGBは州都圏の支配的なニュース放送局だった。これは、その地域の最初の放送局としての地位にあるためである。実際、民間放送局として放送された最初の10年半の間、市場の大部分に明確な全体像を提供した唯一の放送局だった。FCCが1950年代後半に追加のVHF割り当てを取り下げる前に、その競合他社は当初UHF帯域を使用していた。また、1942年から1983年まで姉妹局であったWGYラジオとの関係からも恩恵を受けた。2つの放送局は、他に類を見ない方法で州都地区をカバーすることができた。
そのニュース放送は40年以上にわたり、由緒あるアーニー・テトロー（Ernie Tetrault、かつてWRGBのインターンであったフィル・アルデン・ロビンソンが監督の1992年の映画「スニーカーズ」で不朽の名声を得た）によって支えられてきた。
リズ・ビショップ（Liz Bishop）は、最も長く在職中のパーソナリティである。彼女は1975年に週末のスポーツキャスターとしてWRGBに参加し、1982年にテトローの最後のアンカーデスクパートナーとなった。今でも主要な女性アンカーである。1993年にテトローが引退した後、WRGBはすぐにWNYTに追い抜かれ、NBCがNBA、NFL、オリンピックの報道に加えて、『となりのサインフェルド』や『ER』などの大ヒット番組に支えられていた一方で、NFLの権利を失った結果、CBSの視聴率が低下したという全国的な傾向を反映し、1990年代半ばの数年間は3位に転落した。2000年代初頭には一時的に3位に後退したが、殆どの場合、WRGBは安定した2位で安定していた。近年、州都地区では、ニュースリーダーをめぐる激しい3者間の戦いが見られ、WRGB、WTEN、WNYTが常にナンバー1の座を占めている。
2003年4月から2004年半ばまで、WNYAはWRGBの平日正午の番組を13:00に、平日夜23:00のニュースを23:35に、WRGBの以前の広報番組『サンデー・モーニング・ウィズ・リズ・ビショップ（Sunday Morning with Liz Bishop）』を再放送した。2006年4月17日、WNYAがWRGBの平日朝のニュース番組を1時間延長して（当時は）7:00に『CBS 6 First News on UPN Capital Region』として放送し始めることが発表された。これは、2週間前に平日朝のニュースを開始する計画を発表したWXXAによる挑戦をかわすためのWRGBによる先制的な動きと見なすことができる。WRGBがWNYAで22:00の放送を行うという噂も広まった。しかし、その時間に放映される『ドクター・フィル』のセカンドランがピックアップされたことで、その噂は打ち砕かれた。2007年初めに、WNYAのニュースはWCWNに移動し（全体的により高い視聴率を得たため）、『CBS 6 First News on The Capital Region's CW』になった。
2007年と2008年に、WCWNはCBSのNCAAマーチ・マッドネスの報道中にWRGBの23:00のニュースを放映した。2008年1月13日、ニュース番組の高解像度での制作を開始し、市場で初めて制作を開始した。これは、最初の実験放送からちょうど80年後のことである。翌日、WCWNの放送がアップグレードされた。姉妹局になった後、WCWNがWRGB制作の22:00の放送を追加して、その時間帯のWXXAの長年の支配に挑戦すると噂されていた。これは同年9月24日にWRGBがその日のトップニュースと最新の天気予報をフィーチャーした高解像度の平日の10分間のブロックを開始した時に現実のものとなった。したがって、それは『The CBS 6 News 10 at 10』として知られていた。10分間のニュース放送の成功により、2010年10月には完全な30分間のニュース放送に拡大され、現在はドリ・マーリン（Dori Marlin）とジェリー・グレッツィンガー（Jerry Gretzinger）がアンカーを務めている。
ローカルニュースが30分余分にあるため、19:00に『CBSイブニングニュース』の代替ライブフィードを放映する。メインのスタジオに加えて、オールバニのダウンタウンにあるワン・コマース・プラザ（One Commerce Plaza）でオールバニ支局（Albany Bureau）を運営している。

### 気象報道
州都圏で最初の放送局であるという伝統と同様に、北東部の予測不可能な天候を考えると、WRGBは気象分野でもいくつかの最初のものを持っている。1996年2月には、ウェブサイトを立ち上げて、ワールド・ワイド・ウェブに天気予報を掲載した最初の州都地区の放送局となった。1998年5月下旬に発生した悪天候により、観測所の気象観測範囲がさらに発展した。主任気象学者のスティーブ・ラポワント（Steve Lapointe）の2日間にわたるほぼノンストップの業務でエミー賞を受賞した。
1999年5月、視聴者がその地域の気象観測を送信できるようにする「WeatherNet 6」を開始した。一般市民は、現在の状況から総降雪量まで、何でも報告することができる。2000年に、スタジオの隣に設置された「Instant Doppler 6」として知られる局所有の気象レーダーを市場で初めて提供した。この特別な栄誉は、WNYTが独自のライブレーダーを設置した2004年まで保持されていた。最近では、WTENとWXXAもレーダー出力をいわゆる「ライブ」機能に更新した。独自のレーダーを所有していないが、ライブのNOAAアメリカ国立気象局NEXRADレベルIIレーダーデータを自社のものとして再ブランド化することを決定した。データは、オールバニ、ビンガムトン、モンタギュー、アプトンの4つの地域サイトから使用される。この行政データは、「WeatherScan Radar」として知られるWRGBでも使用される。
WRGBは、WTENとWNYTの数年後まで、フリーダムによる購入により、学位保持者の気象学者をスタッフに迎え入れた最後の市場だった。2009年1月6日、ベテランの気象学者であるニール・エスターノ（Neal Estano）が、WRGBでの3回目の勤務のために地域の放送に戻ってきた。彼は、フロリダ州ジャクソンビルとメリーランド州ボルチモアで新しい機会を追求するために退職する前に、WRGBで2回勤務していた。エスターノは2012年4月25日に退職し、ケラー・ウィリアムズ・リアルティで不動産の新しいキャリアを始めた。エスターノはそれ以来、週末夜に2013年夏のWNYTで始まる州都圏の放送に再登場した。

### 著名な元放送スタッフ
- ドクター・アラン・チャートック（英語版） - WAMC（英語版）のディレクターであり、1994年に脱落するまでは政治アナリストだったが、その時点でWNYTに移籍した。
- ジョー・パリアルロ（英語版） - メインアンカー、現：全国的にシンジケート化された保守的なテレビ/ラジオトーク番組のホスト
- ハワード・レイグ（英語版） - 1943年～1952年までWGY（英語版）ラジオとWRGBのアナウンサー、その後1952年～2005年までNBCのスタッフアナウンサー。故人
- ジョー・テシトーレ（英語版） - スポーツアンカー。後にコネチカット州ハートフォードのWFSBに勤務。現：『College Football on ESPN（英語版）』の実況アナウンサー

## 技術情報

### サブチャンネル
デジタル信号は多重化されている。
| チャンネル | 解像度 | アスペクト比 | ショートネーム | 番組編成           |
| ---------- | ------ | ------------ | -------------- | ------------------ |
| 6.1        | 1080i  | 16:9         | WRGB-HD        | メインWRGB番組/CBS |
| 6.2        | 480i   | 16:9         | TBD            | TBD                |
| 6.3        | 480i   | 16:9         | Comet          | コメット           |

### アナログからデジタルへの変換
WRGBはアメリカ国内のフルパワーテレビ局が連邦政府の指令の下でアナログ放送からデジタル放送に移行した公式の日付である2009年6月12日に、VHFチャンネル6を介してアナログ信号を停止した。局のデジタル信号は、移行前のUHFチャンネル39からVHFチャンネル6に移された。2019年のデジタルテレビのリパック中、WRGBはVHFチャンネル6で放送を続けたが、低域VHFチャンネルとの長い間の複雑さのために、WRGBは地上波視聴者にUHFアンテナアクセスを提供するためにWCWN-DT3で720p形式で同時放送された。2022年初頭、WRGB自体がUHFチャンネル35に移転し、WCWNサイマル放送は終了した。